# イオンリカー
イオンリカー株式会社は、千葉県千葉市美浜区の幕張新都心に本社を置く、日本の小売事業者である。イオンリテール株式会社の完全子会社。

## 概要
2013年3月に、イオングループのGMS事業会社であるイオンリテールから、リカー事業の一部を継承する形で分社化した。同時に、専門店として単独出店しているリカー専門店「イオンリカー」全21店の運営もイオンリテールから継承している。
現在は、グループ店舗内にも含めて出店している「イオンリカー」を首都圏に十数店舗運営するほか、新潟県から広島県・愛媛県のエリアにイートイン併設型の「バル（一部「BAR」）」を十数店舗運営している（詳しくは店舗一覧を参照）。

## 沿革
- 2012年12月 - 会社設立
- 2013年3月 - イオンリテールよりリカー事業の一部を継承し、事業開始。